# Pallacanestro Brindisi 1980-1981
La Pallacanestro Brindisi 1980-1981, prende parte al campionato italiano di Serie A2 pallacanestro. Quattordici squadre in un girone unico nazionale. Dopo la stagione regolare si svolge una fase detta "ad orologio" dove ciascuna squadra incontra le tre squadre sottostanti in casa e le tre squadre sovrastanti in classifica fuori casa, al termine di quest'ultima fase le prime quattro classificate sono promosse nella massima serie nazionale e partecipano ai playoff scudetto, le ultime due retrocedono in Serie B. La Pallacanestro Brindisi giunge 4ª e viene promossa in Serie A1; disputa i playoff scudetto per la prima volta nella sua storia contro la Sinudyne Bologna.

## Storia
Con la promozione in Serie A2 viene rivoluzionata la squadra. Gianfranco Quaglia viene dato in prestito alla Mecap Vigevano nell'affare che porterà definitivamente a Brindisi Claudio Malagoli, Stefano Maguolo viene ceduto alla Fortitudo Bologna e al suo posto dal Superga Mestre arriva il pivot Marco Pedrotti. Luigi Longo viene liberato e si accaserà alla Eureka Lecce al suo posto dal Banco Roma viene prelevato Giampiero Torda. Adriano Greco passerà alla Tognana Monopoli e Gianni Campanaro alla Cantine Riunite Reggio Emilia. Tornano gli stranieri, dalla Sarila Rimini viene firmato il pivot Otis Howard e direttamente dalla North Carolina University il rookie ala pivot Rich Yonakor. Miglior marcatore della stagione sarà Claudio Malagoli con 943 p. in 33 partite, seguito da Otis Howard con 890 p. e Rich Yonakor con 520 p. in 34 partite

## Roster
| Pallacanestro Brindisi 1980/1981 | Pallacanestro Brindisi 1980/1981 |
| Giocatori                        | Staff tecnico                    |
| -------------------------------- | -------------------------------- |

| N. | Naz.                   | Ruolo | Nome                | Anno | Alt.   | Peso |  |
| -- | ---------------------- | ----- | ------------------- | ---- | ------ | ---- |  |
| 4  | Italia (bandiera)      | G     | Raffaele Scianaro   | 1963 | 188 cm |      |  |
| 5  | Italia (bandiera)      | G     | Aldo Spagnolo       | 1962 | 184 cm |      |  |
| 6  | Italia (bandiera)      | P     | Francesco Fischetto | 1961 | 175 cm |      |  |
| 7  | Italia (bandiera)      | AG    | Giuseppe Cavaliere  | 1963 | 202 cm |      |  |
| 8  | Italia (bandiera)      | AG    | Mauro Colonnello    | 1955 | 200 cm |      |  |
| 9  | Stati Uniti (bandiera) | AG    | Rich Yonakor        | 1959 | 208 cm |      |  |
| 10 | Italia (bandiera)      | P     | Giampiero Torda     | 1957 | 181 cm |      |  |
| 13 | Italia (bandiera)      | G     | Piero Labate ()     | 1951 | 190 cm |      |  |
| 14 | Italia (bandiera)      | A     | Carmine Spinosa     | 1959 | 196 cm |      |  |
| 15 | Italia (bandiera)      | C     | Marco Pedrotti      | 1956 | 208 cm |      |  |
| 18 | Stati Uniti (bandiera) | C     | Otis Howard         | 1956 | 204 cm |      |  |
| 20 | Italia (bandiera)      | A     | Claudio Malagoli    | 1951 | 202 cm |      |  |

| Allenatore                             |
| - Piero Pasini                         |
| Assistente/i                           |
| - Angelo Ciracì Legenda - (C) Capitano |

## Risultati

### Stagione Regolare
| Arbitri: | Martolini (Roma) Fiorito (Roma) |

|                                    |            |                                          |
| Howard 33, Malagoli 28, Yonakor 20 | Punti      | Branson 24, Williams 22, Francescatto 11 |
| Fischetto 4                        | Assist     | Francescatto 2                           |
| Howard 20                          | Rimbalzi   | Branson 7                                |
| Piero Pasini                       | Allenatori | Pippo Faina                              |

| Arbitri: | Bianchi (Roma) Rosi (Roma) |

|                                         |            |                                    |
| Grochowalski 35, Bianchi 22, Darnell 20 | Punti      | Howard 37, Malagoli 32, Yonakor 11 |
| Darnell 2                               | Assist     | Torda, Howard 2                    |
| Darnell 13                              | Rimbalzi   | Howard 11                          |
| Roberto Raffaele                        | Allenatori | Piero Pasini                       |

| Arbitri: | Rotondo (Bologna) Dal Fiume (Bologna) |

|                                    |            |                                |
| Malagoli 28, Howard 22, Yonakor 22 | Punti      | Wolf 20, Gilardi 14, Gualco 10 |
| Malagoli 4                         | Assist     |                                |
| Howard 21                          | Rimbalzi   | Wolf 12                        |
| Piero Pasini                       | Allenatori | Claudio Vandoni                |

| Arbitri: | Zanon (Venezia) Bollettini (Venezia) |

|                                    |            |                                |
| Malagoli 42, Howard 26, Yonakor 10 | Punti      | Gibson 28, Meely 22, Vitali 12 |
| Yonakor 3                          | Assist     |                                |
| Howard 14                          | Rimbalzi   | Gibson 15                      |
| Piero Pasini                       | Allenatori | Giancarlo Asteo                |

| Arbitri: | Paronelli (Varese) Casamassima (Cantù) |

|                                      |            |                                    |
| Nimphius 26, Marzoli 17, Arrigoni 14 | Punti      | Malagoli 33, Howard 26, Yonakor 24 |
|                                      | Assist     | Yonakor 3                          |
| Nimphius 13                          | Rimbalzi   | Howard 12                          |
| Antonio Marzoli                      | Allenatori | Piero Pasini                       |

| Arbitri: | Filippone (Roma) Forcina (Roma) |

|                                    |            |                                     |
| Howard 25, Malagoli 21, Yonakor 17 | Punti      | Mosley 22, Bechini 14, Pressacco 13 |
|                                    | Assist     | Pressacco 2                         |
| Howard 14                          | Rimbalzi   | Mosley 15                           |
| Piero Pasini                       | Allenatori | Mario De Sisti                      |

| Arbitri: | Rosi (Roma) Maggiore (Roma) |

|                                 |            |                                    |
| Wilber 24, Fantin 17, Taylor 16 | Punti      | Malagoli 38, Howard 29, Yonakor 12 |
| Taylor 8                        | Rimbalzi   | Howard 23                          |
| Roberto Voselli                 | Allenatori | Piero Pasini                       |

| Arbitri: | Albanese (Cantù) Tallone (Varese) |

|                                   |            |                                    |
| Crow 36, Valenti 20, Gelsomini 18 | Punti      | Yonakor 28, Howard 24, Malagoli 10 |
| Crow 3                            | Assist     |                                    |
| Beal 20                           | Rimbalzi   | Howard 11                          |
| Alberto Bucci                     | Allenatori | Piero Pasini                       |

| Arbitri: | Vassallo (Roma) Di Lella (Roma) |

|                                    |            |                                   |
| Malagoli 34, Yonakor 28, Howard 14 | Punti      | Biondi 20, Simeoli 20, Mengelt 18 |
| Torda, Yonakor, Malagoli 2         | Assist     |                                   |
| Howard 13                          | Rimbalzi   | Ricci 12                          |
| Piero Pasini                       | Allenatori | John McMillen                     |

| Arbitri: | Montella (Napoli) Ugatti (Salerno) |

|                                    |            |                                |
| Howard 24, Yonakor 21, Malagoli 20 | Punti      | Moore 37, Mayes 27, Iellini 13 |
| Malagoli 4                         | Assist     |                                |
| Howard 9                           | Rimbalzi   | Mayes 16                       |
| Piero Pasini                       | Allenatori | Edoardo Rusconi                |

| Arbitri: | Pinto (Roma) Bianchi (Roma) |

|                                |            |                                    |
| Brown 29, Jura 17, Arrigoni 10 | Punti      | Malagoli 41, Howard 15, Yonakor 12 |
| Jura 2                         | Assist     | Torda 2                            |
| Brown 16                       | Rimbalzi   | Howard 18                          |
| Massimo Mangano                | Allenatori | Piero Pasini                       |

| Arbitri: | Teofili (Roma) Grotti (Pineto) |

|                                        |            |                                    |
| Della Fiori 41, Haywood 24, Carraro 15 | Punti      | Malagoli 28, Howard 27, Yonakor 12 |
| Dalipagic 3                            | Assist     |                                    |
| Della Fiori, Dalipagic 9               | Rimbalzi   | Howard 16                          |
| Waldi Medeot                           | Allenatori | Piero Pasini                       |

| Arbitri: | Casamassima (Cantù) Paronelli (Varese) |

|                                    |            |                                  |
| Malagoli 35, Howard 33, Yonakor 11 | Punti      | Walter 33, Cummings 19, Savio 18 |
| Howard, Malagoli, Yonakor 2        | Assist     |                                  |
| Howard 22                          | Rimbalzi   | Cummings 16                      |
| Piero Pasini                       | Allenatori | Flavio Pressacco                 |

| Arbitri: | Zanon (Venezia) Bollettini (Venezia) |

|                                      |            |                                    |
| Branson 30, Beshore 22, Vecchiato 20 | Punti      | Howard 27, Malagoli 18, Yonakor 14 |
| Beshore 6                            | Assist     | Fischetto, Yonakor, Malagoli 2     |
| Branson 10                           | Rimbalzi   | Howard 13                          |
| Pippo Faina                          | Allenatori | Piero Pasini                       |

| Arbitri: | Grotti (Pineto) Maggiore (Roma) |

|                                    |            |                                         |
| Howard 27, Malagoli 26, Yonakor 18 | Punti      | Darnell 35, Bianchi 19, Grochowalski 16 |
| Yonakor, Malagoli 2                | Assist     | Filoni, Grochowalski 2                  |
| Howard 18                          | Rimbalzi   | Darnell 9                               |
| Piero Pasini                       | Allenatori | Roberto Raffaele                        |

| Arbitri: | Albanese (Varese) Tallone (Varese) |

|                                   |            |                                    |
| Gilardi 39, Malovic 22, Gualco 19 | Punti      | Malagoli 36, Howard 23, Yonakor 16 |
| Roda 3                            | Assist     |                                    |
| Wolf 7                            | Rimbalzi   | Howard 8                           |
| Claudio Vandoni                   | Allenatori | Piero Pasini                       |

| Arbitri: | Rotondo (Bologna) Dal Fiume (Imola) |

|                     |            |                                  |
| Gibson 28, Meely 23 | Punti      | Malagoli 26, Howard 16, Torda 11 |
|                     | Assist     | Yonakor 2                        |
| Meely 13            | Rimbalzi   | Yonakor 17                       |
| Giancarlo Asteo     | Allenatori | Piero Pasini                     |

| Arbitri: | Maggiore (Roma) Spotti (Milano) |

|                                    |            |                                 |
| Malagoli 47, Howard 33, Yonakor 15 | Punti      | Allen 34, Harris 24, Marzoli 13 |
| Torda, Yonakor, Malagoli 2         | Assist     |                                 |
| Howard 18                          | Rimbalzi   | Allen 22                        |
| Piero Pasini                       | Allenatori | Antonio Marzoli                 |

| Arbitri: | Vassallo (Roma) Fiorito (Roma) |

|                                       |            |                                    |
| Mosley 22, Scheffler 19, Pressacco 13 | Punti      | Malagoli 30, Howard 24, Yonakor 12 |
| Mosley 4                              | Assist     |                                    |
| Scheffler 16                          | Rimbalzi   | Howard 10                          |
| Mario De Sisti                        | Allenatori | Piero Pasini                       |

| Arbitri: | Bottani (Messina) Ranieri (Reggio Calabria) |

|                                    |            |                               |
| Malagoli 28, Howard 20, Yonakor 15 | Punti      | Serra 26, Marella 16, Nasi 16 |
| Yonakor 2                          | Assist     | Lasi 2                        |
| Howard 17                          | Rimbalzi   | Fantin 5                      |
| Piero Pasini                       | Allenatori | Corrado Pellanera             |

| Arbitri: | Filippone (Roma) Fiorito (Roma) |

|                                    |            |                              |
| Malagoli 35, Howard 24, Yonakor 14 | Punti      | Beal 27, Crow 22, Casanova 8 |
| Malagoli 3                         | Assist     |                              |
| Howard 19                          | Rimbalzi   | Beal 11                      |
| Piero Pasini                       | Allenatori | Alberto Bucci                |

| Arbitri: | Rosi (Roma) Bartolini (Grosseto) |

|                                  |            |                                    |
| Mengelt 42, Lazzari 22, Toone 14 | Punti      | Malagoli 34, Yonakor 18, Howard 17 |
| Mengelt 3                        | Assist     | Yonakor 2                          |
| Mengelt 11                       | Rimbalzi   | Yonakor 8                          |
| John Mc Millen                   | Allenatori | Piero Pasini                       |

| Arbitri: | Pignozzi (Bologna) Maurini (Bologna) |

|                              |            |                                    |
| Mayes 40, Moore 23, Rizzi 10 | Punti      | Malagoli 40, Howard 24, Yonakor 16 |
| Mayes, Pizzi 2               | Assist     |                                    |
| Mayes 16                     | Rimbalzi   | Howard 10                          |
| Edoardo Rusconi              | Allenatori | Piero Pasini                       |

| Arbitri: | Vassallo (Roma) Di Lella (Roma) |

|                                    |            |                             |
| Malagoli 30, Howard 29, Yonakor 11 | Punti      | Jura 31, Brown 25, Forti 20 |
|                                    | Assist     | Forti 2                     |
| Howard 15                          | Rimbalzi   | Brown 17                    |
| Piero Pasini                       | Allenatori | Massimo Mangano             |

| Arbitri: | Albanese (Busto Arsizio) Tallone (Varese) |

|                                    |            |                                      |
| Malagoli 40, Howard 17, Spinosa 12 | Punti      | Haywood 28, Carraro 26, Gorghetto 22 |
| Fischetto 2                        | Assist     | Haywood 5                            |
| Yonakor 13                         | Rimbalzi   | Haywood 9                            |
| Piero Pasini                       | Allenatori | Antonio Zorzi                        |

| Arbitri: | Cagnazzo (Roma) Filippone (Roma) |

|                                     |            |                                    |
| Walter 28, Cummings 19, Cagnazzo 16 | Punti      | Howard 36, Malagoli 16, Yonakor 15 |
| Savio 2                             | Assist     |                                    |
| Walter 14                           | Rimbalzi   | Yonakor 18                         |
| Flavio Pressacco                    | Allenatori | Piero Pasini                       |

### Seconda Fase
| Arbitri: | Vitolo (Roma) Duranti (Pisa) |

|                                    |            |                                    |
| Mosley 35, Ermano 16, Schaffler 12 | Punti      | Howard 28, Malagoli 23, Spinosa 18 |
|                                    | Assist     | Malagoli 3                         |
| Mosley 11                          | Rimbalzi   | Yonakor 15                         |
| Piero Pasini                       | Allenatori | Mario De Sisti                     |

| Arbitri: | Bianchi (Roma) Bottari (Messina) |

|                                    |            |                                  |
| Howard 31, Malagoli 25, Spinosa 14 | Punti      | Mengelt 23, Toone 22, Lazzari 14 |
| Yonakor 7                          | Assist     | Mengelt 3                        |
| Howard 16                          | Rimbalzi   | Ricci 11                         |
| Piero Pasini                       | Allenatori | John Mc Millen                   |

| Arbitri: | Pinto (Roma) Teofili (Roma) |

|                                         |            |                                    |
| Dalipagic 56, Della Fiori 18, Gracis 12 | Punti      | Malagoli 40, Howard 23, Yonakor 13 |
| Della Fiori 2                           | Assist     |                                    |
| Della Fiori 10                          | Rimbalzi   | Howard 12                          |
| Antonio Zorzi                           | Allenatori | Piero Pasini                       |

| Arbitri: | Marchis (Torino) Garibotti (Chiavari) |

|                                |            |                                    |
| Brown 28, Jura 18, Arrigoni 11 | Punti      | Howard 19, Malagoli 17, Yonakor 13 |
| Forti, Colombo 3               | Assist     | Torda 2                            |
| Jura 13                        | Rimbalzi   | Yonakor 15                         |
| Massimo Mangano                | Allenatori | Piero Pasini                       |

| Arbitri: | Vitolo (Pisa) Baldini (Firenze) |

|                                    |            |                                      |
| Howard 38, Malagoli 26, Yonakor 13 | Punti      | Beshore 23, Branson 20, Zampolini 18 |
|                                    | Assist     | Beshore 2                            |
| Howard 28                          | Rimbalzi   | Branson 15                           |
| Piero Pasini                       | Allenatori | Pippo Faina                          |

| Arbitri: | Gorlato (Udine) Zanon (Venezia) |

|                                    |            |                               |
| Howard 32, Malagoli 14, Yonakor 14 | Punti      | Crow 33, Sonaglia 14, Beal 12 |
| Fischetto, Yonakor 2               | Assist     |                               |
| Howard 14                          | Rimbalzi   | Beal 14                       |
| Piero Pasini                       | Allenatori | Alberto Bucci                 |

### Playoff Scudetto
| Arbitri: | Pinto (Roma) Teofili (Roma) |

|                                        |            |                                  |
| Villalta 27, Bonamico 26, Marquinho 20 | Punti      | Howard 47, Yonakor 17, Spinosa 9 |
| McMillian 3                            | Assist     | Yonakor 3                        |
| Marquinho 13                           | Rimbalzi   | Yonakor 14                       |
| Renzo Ranuzzi                          | Allenatori | Piero Pasini                     |

| Arbitri: | Martolini (Roma) Fiorito (Roma) |

|                                   |            |                                        |
| Howard 16, Spinosa 16, Yonakor 16 | Punti      | Villalta 26, Marquinho 20, Bonamico 18 |
| Fischetto, Spinosa 2              | Assist     | Caglieris 3                            |
| Howard 12                         | Rimbalzi   | Marquinho 12                           |
| Piero Pasini                      | Allenatori | Renzo Ranuzzi                          |

## Statistiche

### Statistiche di squadra
| Competizione   | Punti | In casa | In casa | In casa | In casa | In casa | In trasferta | In trasferta | In trasferta | In trasferta | In trasferta | Totale | Totale | Totale | Totale | Totale | Totale |
| Competizione   | Punti | G       | V       | P       | PF      | PS      | G            | V            | P            | PF           | PS           | G      | V      | P      | PF     | PS     | DIF    |
| -------------- | ----- | ------- | ------- | ------- | ------- | ------- | ------------ | ------------ | ------------ | ------------ | ------------ | ------ | ------ | ------ | ------ | ------ | ------ |
| Serie A/2      | 40    | 16      | 12      | 4       | 1421    | 1349    | 16           | 8            | 8            | 1382         | 1461         | 32     | 20     | 12     | 2803   | 2810   | -7     |
| Play-off       | -     | 1       | 0       | 1       | 66      | 82      | 1            | 0            | 1            | 91           | 99           | 2      | 0      | 2      | 157    | 181    | -24    |
| Totale Serie A | -     | 17      | 12      | 5       | 1487    | 1431    | 17           | 8            | 9            | 1473         | 1560         | 34     | 20     | 14     | 2960   | 2991   | -31    |

### Statistiche dei giocatori
| Giocatore           | Generali | Generali | Generali | Generali | Tiri liberi | Tiri liberi | Tiri liberi | Tiri da sotto | Tiri da sotto | Tiri da sotto | Tiri da fuori | Tiri da fuori | Tiri da fuori | Tiri Totale | Tiri Totale | Tiri Totale | Rimbalzi | Rimbalzi | Rimbalzi | Palle | Palle | Stoppate | Stoppate | Val    | Medie | Medie |
| Giocatore           | PG       | PTI      | MIN      | AS       | Rea         | Ten         | %           | Rea           | Ten           | %             | Rea           | Ten           | %             | Rea         | Ten         | %           | Dif      | Off      | Tot      | Per   | Rec   | Dat      | Sub      | Totale | Pun   | Val   |
| ------------------- | -------- | -------- | -------- | -------- | ----------- | ----------- | ----------- | ------------- | ------------- | ------------- | ------------- | ------------- | ------------- | ----------- | ----------- | ----------- | -------- | -------- | -------- | ----- | ----- | -------- | -------- | ------ | ----- | ----- |
| C.Malagoli          | 33       | 943      | 1256     | 38       | 137         | 160         | 85,6        | 82            | 116           | 70,7          | 321           | 713           | 45            | 403         | 829         | 48,6        | 109      | 56       | 165      | 66    | 42    | 16       | 12       | 677    | 28,6  | 20,5  |
| O.Howard            | 34       | 890      | 1315     | 17       | 116         | 249         | 46,6        | 305           | 481           | 63,4          | 82            | 197           | 41,6          | 387         | 678         | 57,1        | 322      | 163      | 485      | 145   | 74    | 40       | 25       | 912    | 26,2  | 26,8  |
| R.Yonakor           | 34       | 520      | 1225     | 43       | 62          | 88          | 70,5        | 138           | 204           | 67,8          | 91            | 244           | 37,3          | 229         | 448         | 51,1        | 216      | 138      | 354      | 101   | 52    | 9        | 16       | 616    | 15,3  | 18,1  |
| Carmine Spinosa     | 34       | 218      | 760      | 9        | 14          | 18          | 77,8        | 33            | 74            | 44,6          | 69            | 155           | 44,5          | 102         | 229         | 44,5        | 52       | 19       | 71       | 43    | 28    | 1        | 7        | 146    | 6,4   | 4,3   |
| Francesco Fischetto | 32       | 118      | 785      | 27       | 14          | 26          | 53,8        | 21            | 41            | 51,2          | 31            | 93            | 33,3          | 52          | 134         | 38,8        | 48       | 11       | 59       | 37    | 34    | 0        | 3        | 104    | 3,7   | 3,3   |
| Giampiero Torda     | 33       | 105      | 620      | 15       | 9           | 18          | 50,0        | 25            | 50            | 50,0          | 23            | 60            | 38,3          | 48          | 110         | 43,6        | 28       | 12       | 40       | 47    | 25    | 0        | 9        | 58     | 3,2   | 1,8   |
| M.Pedrotti          | 34       | 72       | 279      | 1        | 12          | 17          | 70,6        | 13            | 27            | 48,1          | 17            | 46            | 37,0          | 30          | 73          | 41,1        | 27       | 16       | 43       | 19    | 6     | 5        | 2        | 58     | 2,1   | 1,7   |
| Piero Labate        | 32       | 68       | 477      | 4        | 0           | 0           | 0           | 4             | 8             | 50,0          | 30            | 72            | 41,2          | 34          | 80          | 42,5        | 16       | 2        | 18       | 9     | 15    | 1        | 1        | 50     | 2,1   | 1,6   |
| Mauro Colonnello    | 34       | 24       | 117      | 0        | 2           | 5           | 40,0        | 9             | 19            | 47,4          | 2             | 17            | 11,8          | 11          | 36          | 30,6        | 11       | 12       | 23       | 6     | 3     | 1        | 3        | 14     | 0,7   | 0,4   |
| Aldo Spagnolo       | 13       | 2        | 12       | 0        | 0           | 0           | 0           | 0             | 0             | 0             | 1             | 3             | 33,3          | 1           | 3           | 33,3        | 0        | 0        | 0        | 1     | 0     | 0        | 0        | -1     | 0,2   | -0,1  |
| Giuseppe Cavaliere  | 20       | 0        | 4        | 0        | 0           | 0           | 0           | 0             | 1             | 0             | 0             | 0             | 0             | 0           | 1           | 0           | 1        | 1        | 2        | 0     | 0     | 0        | 0        | 1      | 0     | 0,1   |
| Raffaele Scianaro   | 7        | 0        | 0        | 0        | 0           | 0           | 0           | 0             | 0             | 0             | 0             | 0             | 0             | 0           | 0           | 0           | 0        | 0        | 0        | 0     | 0     | 0        | 0        | 0      | 0     | 0     |
| Squadra             | 0        | 0        | 0        | 0        | 0           | 0           | 0           | 0             | 0             | 0             | 0             | 0             | 0             | 0           | 0           | 0           | 55       | 191      | 246      | 16    | 247   | 0        | 0        | 477    | 0     | 0     |
| TOTALE SQUADRA      | 34       | 2960     | 6850     | 154      | 366         | 581         | 62,9        | 630           | 1021          | 61,7          | 667           | 1600          | 41,6          | 1297        | 2621        | 49,5        | 885      | 621      | 1506     | 490   | 526   | 73       | 78       | 3112   | 87,1  | 91,53 |

## Fonti
La Gazzetta del Mezzogiorno edizione 1980-81
Superbasket edizione 1980-81